# Hernádcéce
Hernádcéce ist eine ungarische Gemeinde im Kreis Gönc im Komitat Borsod-Abaúj-Zemplén.

## Geografische Lage
Hernádcéce liegt in Nordungarn, 41,5 Kilometer nordöstlich des Komitatssitzes Miskolc, 14 Kilometer südwestlich der Kreisstadt Gönc am linken Ufer des Flusses Hernád. Nachbargemeinden sind Vizsoly, Boldogkőváralja und Méra.

## Sehenswürdigkeiten
- Landhaus Céce (Cécei kúria)
- Reformierte Kirche im Ortsteil Felsőcéce, ursprünglich im 15. Jahrhundert im gotischen Stil erbaut
- Reformierte Kirche im Ortsteil Alsócéce, erbaut 1904
- Römisch-katholische Kirche Szent József
- Weinkeller

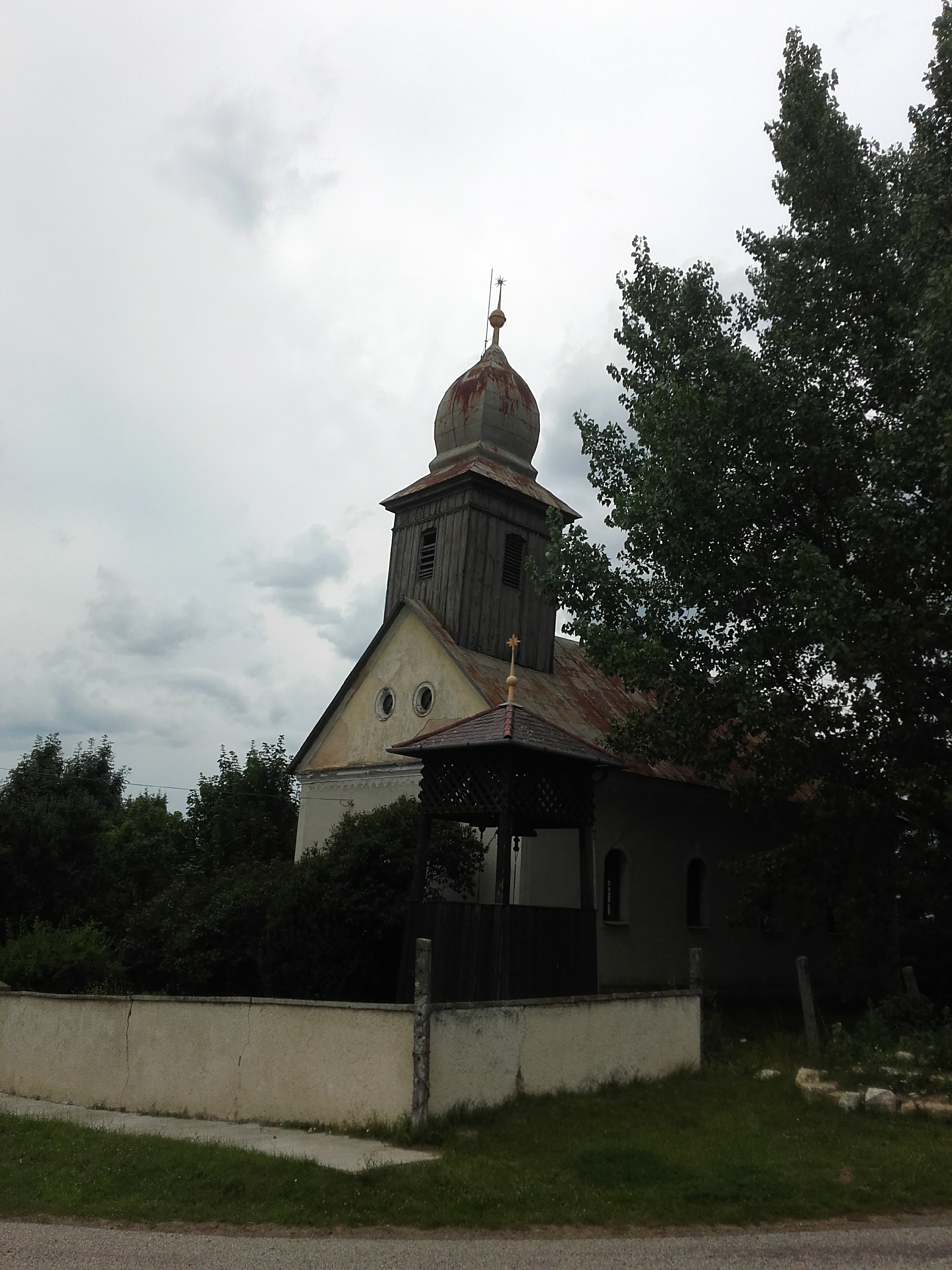
Reformierte Kirche im Ortsteil Felsőcéce
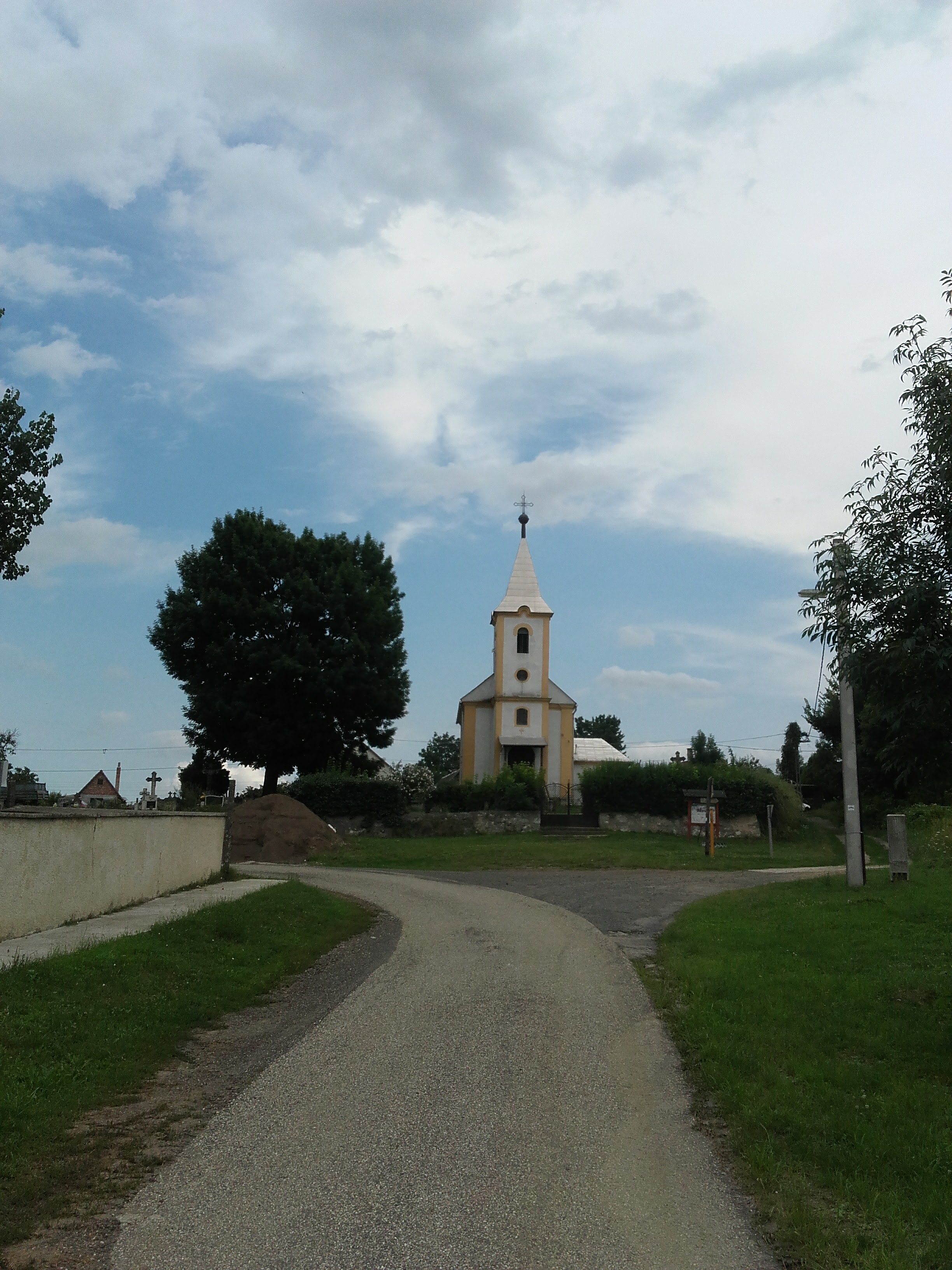
Römisch-katholische Kirche Szent József

## Verkehr
Hernádcéce ist nur über die Nebenstraße Nr. 37111 zu erreichen. Es bestehen Busverbindungen nach Vilmány. Die nächstgelegenen Bahnhöfe befinden sich nordöstlich in Korlát-Vizsoly und südöstlich in Boldogkőváralja.